# موسوعة التفسير المأثور
موسوعة التفسير المأثور هي عصارة ست سنوات من البحث المتواصل من أكثر من 35 باحثا. وهي مشروع علمي عالمي ذو شقين: الأول: جمع التراث التفسيري. الثاني: دراسة هذا التراث. وبهذا يجتمع لدى الباحث في كل آية ما أُثر فيها من أقوال، وما حرره العلماء حول هذه الآثار مجموعة في مكان واحد. وتعتبر الموسوعة تجميعاً لأحاديث وآثار التفسير عن النبي ﷺ والصحابة والتابعين وتابعيهم، مقرونة بتعليقات وترجيحات خمسة من أئمة التفسير وهم: ابن جرير الطبري، ابن عطية الأندلسي، ابن تيمية، ابن القيم، وابن كثير.

## أهداف الموسوعة
تكمن أهمية الموسوعة في الحاجة إلى مؤلف شامل يستوعب أحاديث النبي ﷺ، وأقوال السلف الصالح (أهل القرون المفضلة) في تفسير القرآن الكريم، مجموعاً في مكان واحد، معزُوّاً لمصادره الأصلية، مرتبا حسب الموضوعات والطبقات، مع تعليقات وترجيحات أئمة التفسير المحققين عليها، بحيث يغني عن جرد المطولات، والتنقيب في ثنايا المصنفات.

## أقسام الموسوعة
1. القسم الأول: أحاديث التفسير وآثاره وهو معرفة تفسير السلف الصالح للقرآن الكريم.
2. القسم الثاني: تعليقات أبرز المحققين على أحاديث وآثار التفسير وهو معرفة فقه السلف في التفسير، توضيحاً أو توجيهاً أو موازنة بينها وكيفية التعامل مع الاختلاف في التفسير.
3. القسم الثالث: تخريج أحاديث التفسير وهو عزو النصوص إلى مصادرها الأصلية وتخريج أحاديث التفسير والحكم عليها تيسيراً للوقوف عليها.

## وصلات خارجية
- صفحة الكتاب في الموقع الرسمي لدار ابن حزم